# Дикая лошадь (фильм)
«Дикая лошадь» (англ. Wild Horse Nine) — будущий американский драматический триллер ирландского режиссёра Мартина Макдоны по его же сценарию. Прокатом фильма займётся компания Searchlight Pictures. Главные роли в фильме исполнили Джон Малкович, Стив Бушеми, Сэм Рокуэлл и Паркер Поузи.

## Сюжет
Подробности сюжета держатся в тайне. Согласно описанию Tales From The Collection «интригующая история сплетена вокруг жизни персонажей, занятых проблемами выживания и стойкости». На фоне величественной сельской местности фильм создаёт историю, богатую иронией и глубиной, приглашая зрителей исследовать сложности человеческих отношений через призму закрученного приключения.

## В ролях
- Сэм Рокуэлл
- Джон Малкович
- Стив Бушеми
- Паркер Поузи
- Мариана Ди Жироламо
- Том Уэйтс
- Айлин Салас
- Паола Джаннини

## Производство
В феврале 2025 года стало известно, что фильм, автором сценария и режиссёром которого стал Мартин Макдона, находится в разработке у компании Searchlight Pictures, продюсерами выступают Blueprint Pictures и Film4, Тейлор Фридман и Питер Спенсер стали продюсерами от компании Searchlight Pictures. Продюсерами фильма выступят Грэм Бродбент, Пит Чернин и Анита Оверленд. Главные роли в фильме исполнят Сэм Рокуэлл, Джон Малкович и Марк Руффало. В том же месяце к актёрскому составу присоединилась Паркер Поузи. В марте 2025 года к актёрскому составу присоединился Стив Бушеми, заменивший Руффало после его ухода из проекта. Мариана Ди Джироламо, Том Уэйтс, Айлин Салас и Паола Джаннини также вошли в актёрский состав.
Основные съёмки начались в марте 2025 года на Острове Пасхи.